# Gäddtjärnen (Järna socken, Dalarna, 672307-140191)
Gäddtjärnen är en sjö i Vansbro kommun i Dalarna och ingår i Dalälvens huvudavrinningsområde.